# أولوز
أولوز، هي مدينة مغربية، تقع في إقليم تارودانت بجهة سوس ماسة جنوب المغرب، وهي تبعد عن مدينة تارودانت بـ 80 كلم. وقد انتقلت أولوز من جماعة قروية إلى جماعة حضرية في سنة 2008. وهي تضم 409 17 نسمة حسب الإحصاء العام للسكان والسكنى سنة 2014. وتشتهر المدينة بتوفرها على موارد مائية هامة نظراً لتواجد سد أولوز وسد المختار السوسي بها، وتشتهر أولوز أيضاً بتواجد العديد من معاصر زيت الزيتون، وأشجار اللوز والأركان.

## التسمية
أولوز عبارة عن كلمة أمازيغية تنطق بتفخيم اللام وزاي مشمومة مفخمة كذالك، ويرجع أصل هذه الكلمة واشتقاقها إلى احتمالين: الاحتمال الأول من الاسم الأمازيغي (أوي اللوز) بمعنى إصطحب معك بعضا من فاكهة اللوز المنتشرة بكثرة في هذه منطقة أولوز كهدية تقدمها إلى من تشاء بعد زيارتك لهذه المنطقة، والاحتمال الثاني أنها مأخوذة من الاسم الأمازيغي (أبلوز) بمعنى الوحل على اعتبار أن المنطقة تكثر فيها الأوحال في وقت الأمطار ويدل على هذا أن هناك حي يقال له (أكادير نبلاز) بمعنى حصن الأوحال فابلازن جمع ابلوز.
ويعتبر الاحتمال الأول هو الأقرب للصواب، ولا يعرف بالضبط تاريخ إطلاق هذا الاسم عليها وكانت تعرف برأس الوادي (أي وادي سوس).

## أحياء المدينة
حي تمكوت نوزرو، تمكوت نوعرابن، حي تبرسمومت، حي أندا، حي أسراكن، حي أكادير نسكتي، حي تكاديرت، حي أسكن، حي أكادير نبلاز، حي زاوية أمزيل، حي أيت مولاي علي، حي أيت ملاي فضيل، حي تمدغارت، حي تزمورت، حي أيت محمد اعلي، حي زاوية اكضاض، حي تركانت، حي أمخرس، حي أوسلا، حي تدارت، حي أدوز، حي الجردة، حي أورير، حي تغزوت، الحي الإداري، حي البور، حي أمغلي، حي تكركوست، حي تمكوت الجديد، حي الدار الجديدة، الدرب الجديد، حي تدلي، حي أماري.

## مشاكل المدينة
باعتبارها كانت جماعة قروية سابقاً وإنتقلت حديثاً إلى جماعة حضرية، فمدينة أولوز تُعاني من عدة مشاكل خصوصاً تلك المتعلقة بالبنيات التحتية كقلة الطرق المعبدة، وانعدام التطهير السائل، ومشكل تدبير النفايات الصلبة. لتجاوز بعض هذه الإكراهات عمد المجلس الجماعي لأولوز لإقتناء عقار مساحته 10 هكتار لبناء محطة لمعالجة المياه العادمة.

## النقل والمواصلات
يُمكن الوصول لأولوز بسهولة عبر الطريق الوطنية رقم 10، كما تمر بها حافلات لنقل المسافرين للمدن الأخرى كالدار البيضاء، وتارودانت، وأكادير، وورزازات. بالإضافة لتوفر سيارات الأجرة الكبيرة، والنقل المزدوج.

## الصحة
تتوفر مدينة أولوز على مركز صحي حضري من المستوى الثاني مع وحدة للمستعجلات الطبية للقرب.

## الثقافة
- مهرجان إزوران للفنون التراثية.[8]

## الاقتصاد
- دار الصانعة

## الرياضة والثقافة
قائمة البنيات التحتية الرياضية في أولوز:
- الملعب البلدي لأولوز
- ملعب القرب تمكوت
- ملعب أوسلا
- ملعب أورير
- ملعب تدارت
- ملعب الحي الإداري (لاسيتي)

قائمة البنيات التحتية الثقافية في أولوز:
- قاعة متعددة الاختصاصات في حي تمدغارت
- قاعة متعددة الاختصاصات في الحي الإداري
- المركب التربوي الاجتماعي في حي تمكوت
- المركب الثقافي والسوسيو رياضي 20 غشت